# 1376 Michelle
1376 Michelle eller 1935 UH är en asteroid i huvudbältet som upptäcktes 29 oktober 1935 av den franske astronomen Guy Reiss vid Algerobservatoriet. Den har fått sitt namn efter upptäckarens dotter Michelle Reiss.
Asteroiden har en diameter på ungefär 7 kilometer och den tillhör Floragruppen av asteroider.